# بوشیدو (حماسه سامورایی)
بوشیدو، حماسه سامورایی (انگلیسی: Bushido, Samurai Saga)، با معنی تحت‌الفظی داستان ظالمانهٔ بوشیدو، فیلمی در ژانر اکشن به کارگردانی تاداشی ایمای است که در سال ۱۹۶۳ منتشر شد. از بازیگران آن می‌توان به یوروزویا کینوسوکه، یوشیکو میتا و میساکو واتانابه اشاره کرد. این اثر برنده خرس طلایی جشنواره فیلم برلین شده‌است.

## داستان
این داستان هفت نسل از یک خانواده را در بر می‌گیرد، از آغاز شوگون‌سالاری توکوگاوا در آغاز قرن هفدهم تا اوایل دهه ۱۹۶۰، و افراط و تفریط اعضای مختلف به خاطر ارادت کامل و وفاداری بی حد و حصر به ارباب، کشور یا شرکت به تصویر کشیده شده‌است.